# Dvůr Králové nad Labem

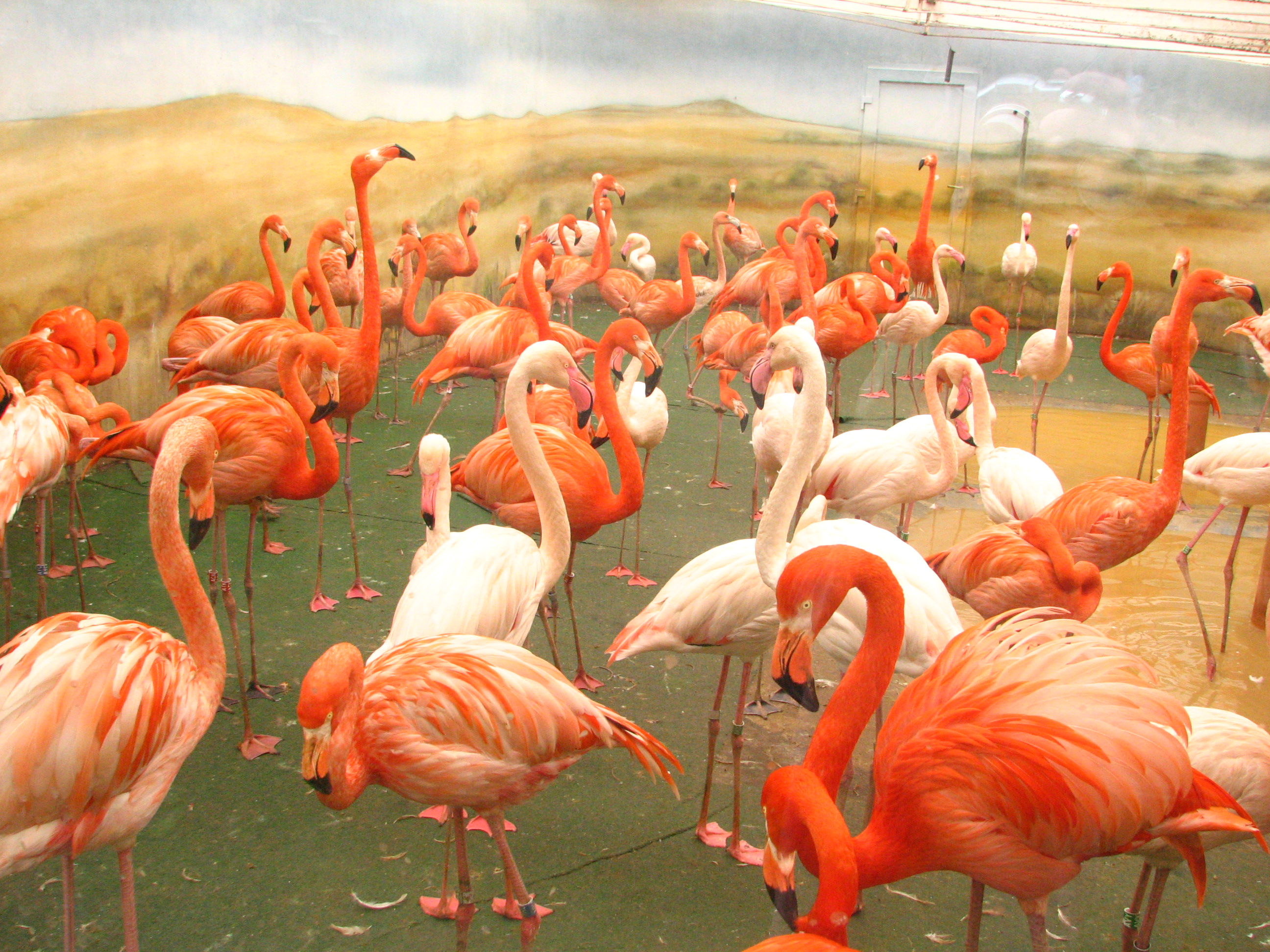
Flamingi różowe w miejscowym ZOO

Dvůr Králové nad Labem (niem. Königinhof an der Elbe) – miasto w Czechach, w kraju hradeckim, w powiecie trutnowskim. Według danych z 3 lipca 2006 powierzchnia miasta wynosiła 3 582 ha, a liczba jego mieszkańców 16 428 osób.

## Demografia
| Rok             | 1970   | 1980   | 1991   | 2001   | 2003   | 2006   |
| --------------- | ------ | ------ | ------ | ------ | ------ | ------ |
| Liczba ludności | 16 828 | 17 911 | 16 976 | 16 381 | 16 150 | 16 428 |

Źródło: Czeski Urząd Statystyczny

## Historia
Pierwsza wzmianka o miejscowości pochodzi z roku 1270. Już wtedy istniał tu kościół i osada. Pierwotnie miasto nosiło nazwę Dvůr (Curia). Herb został nadany w 1398 przez czeskiego króla Wacława IV. Kiedy miasto stało się częścią wiana czeskich królowych, zyskało nazwę Dvůr Králové (tzn. dwór królowej) i w przypadku śmierci króla miało zapewniać m.in. środki konieczne na utrzymanie dworu. 
Miasto posiadało mury obronne, z których do dziś została jedna z czterech wież (strzegąca niegdyś południowej bramy miasta) Wieża Šindelářska (Šindelářská věž – šindel czyli gont) o wysokości 20 m i ścianach grubości 2 m oraz ulica Wałowa (Valova ulička) biegnąca wzdłuż dawnej linii murów. 
Nad miastem góruje kościół pw. Św. Jana Chrzciciela (kostel sv. Jana Křtitele), w którego wieży 16 września 1817 Václav Hanka znalazł tzw. Rękopis królowodworski (Rukopis královédvorský) – ważny dokument w historii Czech, który został zidentyfikowany w końcu XIX w przez profesora Tomasza Masaryka jako falsyfikat. W 1911 odsłonięto w przyziemiu kościoła relikty romańskiej absydy.
Miasto niszczone było przez wiele pożarów – po jednym z nich w roku 1572 wzniesiony został renesansowy Stary Ratusz, na fasadzie, którego znajduje się m.in. zegar słoneczny i napis łaciński: "Ten dom nie znosi zła, kocha pokój, potępia przestępstwa, dochowuje praw, czci szlachetność".
Miasto znane jest głównie z przemysłu tekstylnego (obecnie zakłady Tiba), założonego przez Josefa Sochora (1866–1931), pioniera czeskiego przemysłu. Zakłady te pozostały w rękach rodziny i były potem prowadzone przez synów założyciela: Zdenka, Stanislava i Pavla. W 1938 zatrudnionych było tu 1300 pracowników. W tym samym czasie wyszło stąd wiele oryginalnych patentów.
9 maja 1946 na terenie znacjonalizowanego prywatnego parku i pałacu przemysłowca branży tekstylnej Richarda Neumanna otwarto ZOO Dvůr Králové o powierzchni 6,5 ha. W latach 1956–1965 ZOO zostało powiększone do 28 ha i było najnowocześniejszym tego typu obiektem w Czechosłowacji. W latach 70. XX w Ogród zorganizował 8 ekspedycji do Afryki, z których przywieziono 2000 zwierząt i od tamtej pory ZOO Dvůr Králové specjalizuje się w zwierzętach Afryki. 8 maja 1989 otwarto tu pierwszy w tej części Europy park safari.

## Zabytki
- kościół pw. Św. Jana Chrzciciela (kostel sv. Jana Křtitele)
- Wieża Šindelářska – Wieża Gontowa (Šindelářská věž)
- renesansowy Stary Ratusz (Radnice) z 1572
- barokowy Dwór Kohouta z 1738 (zbudowany przez zarządcę dóbr Sporków, Athanasiusa Bergera, obecnie siedziba Muzeum Miejskiego)
- barokowy Posąg Mariański z 1754 autorstwa Josefa Procházki z Chrudima
- północna i zachodnia pierzeja rynku T.G. Masaryka z zachowanymi arkadami
- secesyjny budynek Miejskiej Kasy Oszczędności z lat 1909–1910
- budynek gimnazjum z 1890 na Placu Partyzantki (Odboje)
- neorenesansowy Dom Hankego (Dom Hankeho) z lat (1867–1874)
- Pływalnia Tyrša współfinansowana przez Miejską Kasę Oszczędności, otwarta w 1933 z basenem o długości 130 m
- budynek dyrekcji ZOO Dvůr Králové – kopia renesansowego pałacu podwiedeńskiego z początku XX w.

## Związani z Dvorem Králové nad Labem
- Josef Sochor (1866–1931), pionier czeskiego przemysłu tekstylnego
- Rudolf Antonín (1899–1966), znany jako R. A. Dvorský, śpiewak i kompozytor
- Otto Gutfreund (1889–1927), rzeźbiarz
- Antonin Wagner (1834–1895), rzeźbiarz
- Václav Hanka (1791–1861), twórca falsyfikatu i "znalazca" Rękopisu królowodworskiego
- Ferdinand Albin Pax (1858–1942), botanik Śląska i Karpat

## Miasta partnerskie
- Piegaro  Włochy
- Verneuil-en-Halatte  Francja
- Kamienna Góra  Polska